# L'astronave atomica del dottor Quatermass
L'astronave atomica del dottor Quatermass (The Quatermass Xperiment) è un film del 1955 diretto da Val Guest.
Film horror fantascientifico, primo di una serie di tre pellicole dedicate al personaggio del professor Quatermass, trasposizione cinematografica della quasi omonima miniserie televisiva britannica The Quatermass Experiment, sceneggiata da Nigel Kneale e trasmessa dal canale BBC One nel 1953.

## Trama
Il volo orbitale del primo razzo britannico, con equipaggio umano,  termina bruscamente nella campagna inglese; sopraggiunge il progettista Bernard Quatermass ma dei tre membri dell'equipaggio è sopravvissuto l'astronauta Victor Caroon, in uno stato catatonico. Ricoverato in ospedale e incapace di rispondere, i medici si accorgono dell'inizio della graduale mutazione del suo corpo. Terrorizzato e aiutato dalla moglie inconsapevole del suo stato, Caroon fugge facendo delle vittime, sia umane che animali, orrendamente private degli organi interni, per appropriarsi dell'energia vitale. Quatermass capisce la natura del pericolo e decide di fermarlo.

## Produzione
Il film venne in gran parte sceneggiato dallo stesso regista Val Guest che collaborò con lo sceneggiatore Richard Landau e l'autore del personaggio, Nigel Kneale. Venne tratto dalla miniserie televisiva in sei puntate per la televisione britannica The Quatermass Experiment, ideata da Kneale e trasmessa dalla BBC dal 22 dicembre 1952 al 25 febbraio 1953, con Reginald Tate nel ruolo del professor Quatermass. In seguito al successo ottenuto dalla miniserie televisiva, il copione venne rielaborato per il film, con il titolo provvisorio Shock!.
Il film venne realizzato dalla Hammer, allora una piccola casa cinematografica specializzata per lo più in film noir, e rappresentò il primo successo commerciale della casa di produzione britannica, che la lanciò nel genere fantastico. Un sondaggio realizzato dai responsabili della Hammer rivelò che a far maggior presa sul pubblico, tra il tema fantascientifico e quello orrorifico, fosse il secondo, il che spinse in seguito la casa di produzione a puntare sul genere horror, realizzando nuove versioni di Frankenstein e Dracula.

## Distribuzione
Negli Stati Uniti il titolo originale del film The Quatermass Xperiment  venne cambiato in The Creeping Unknown, dal momento che il personaggio di Quatermass era sconosciuto, e distribuito dalla United Artists.

## Seguiti e derivazioni
Il successo del film porta la Hammer a produrne immediatamente un seguito: affida il compito di creare una nuova storia allo sceneggiatore Jimmy Sangster. Il soggetto viene poi girato a Nigel Kneale, per ottenere l'autorizzazione all'uso del nome di Bernard Quatermass, ma Kneale rifiuta categoricamente, diffidando la Hammer dall'utilizzare il suo personaggio. X contro il centro atomico (X the Unknown) viene così realizzato nel 1956 sostituendo il nome del professor Bernard Quatermass con quello del dottor Adam Royston e lasciando il resto invariato.
Il vero seguito del film sarà così rappresentato dal successivo I vampiri dello spazio (Quatermass 2, 1957), diretto ancora una volta da Val Guest e tratto dalla miniserie televisiva britannica Quatermass II. A seguito del successo ottenuto dalla prima miniserie televisiva, The Quatermass Experiment, infatti, venne sceneggiata da Nigel Kneale una seconda miniserie con protagonista Bernard Quatermass, trasmessa nel 1955 e pubblicata in seguito come romanzo nel 1960, poi tradotto in italiano con il titolo Progetto Quatermass.